# بيناجوس
بلدية بيناجوس (بالإسبانية: Penagos)‏، هي إحدى بلديات منطقة كانتابريا, المصنفة على أنها مقاطعة أيضاً، في شمال إسبانيا.
يبلغ عدد سكانها 1.750 نسمة وفقاً لإحصائية سنة (2002).